# Bielsko (województwo lubelskie)
Bielsko – wieś w Polsce położona w województwie lubelskim, w powiecie opolskim, w gminie Karczmiska. Leży na uboczu tras komunikacyjnych, otoczona podmokłymi terenami doliny rzeki Chodelki, polami i lasami.
W latach 1975–1998 należała administracyjnie do ówczesnego województwa lubelskiego. 
Wieś stanowi sołectwo w gminie Karczmiska. Według Narodowego Spisu Powszechnego z roku 2011 wieś liczyła 111 mieszkańców.
W lesie w stronę wsi Chodlik znajduje się kapliczka "Zjawienie" wybudowana na pamiątkę cudownego uzdrowienia za wstawiennictwem św. Bartłomieja oraz mogiła zbiorowa ofiar terroru na ludności polskiej mieszkańców wsi Kazimierzów, zamordowanych 2 listopada 1942 roku.

## Historia
Wieś utworzona przez właścicieli dóbr Głusko Duże, na porębie w miejscu lasów wykarczowanych w dobrach. Nazwa miejscowości pochodzi od słowa „biel”, które kiedyś oznaczało bagno, mokradło .
Po uwłaszczeniu w 1864 roku powstało tu 17 gospodarstw włościańskich na 307 morgach ziemi. W tym czasie nazwa tej miejscowości brzmiała Bielsk.
W 1867 roku Bielsko włączono do gminy Karczmiska.
Kolejna pisana wzmianka znajduje się w aktach diecezji lubelskiej z 1870 roku, wymienia się tam miejscowość Bielsk .
Według spisu powszechnego z roku 1921 wieś Bielsko w gminie Karczmiska liczyła 27 domów i 170 mieszkańców.